# Bébé fait du spiritisme
Pour plus de détails, voir Fiche technique et Distribution.
Bébé fait du spiritisme est un film muet français réalisé par Louis Feuillade, sorti en 1912.

## Fiche technique
- Titre : Bébé fait du spiritisme
- Réalisation : Louis Feuillade
- Scénario : Louis Feuillade
- Société de production : Société des Établissements L. Gaumont
- Pays d'origine :  France
- Langue : film muet avec les intertitres en français
- Format : Noir et blanc — 35 mm — 1,33:1 — Muet
- Métrage : 153 m
- Genre : Comédie
- Durée : 5 minutes
- Date de sortie : 
  - France : octobre 1912

## Distribution
- René Dary : Bébé (comme Clément Mary)
- Renée Carl
- Paul Manson